# Piet Akkerman
Israël (Piet) Akkerman (Antwerpen, 22 juni 1913 - Algora, 2 januari 1937) was een communist die deelnam aan de Spaanse Burgeroorlog en er het leven liet. Hoewel in België geboren, werden zijn verzoeken om de nationaliteit te verwerven steevast afgewezen.

## Levensloop
Israël Akkerman was de zoon van joodse immigranten uit Polen. Zijn vader Jozef Akkerman had zich in Antwerpen gevestigd als diamantwerker, met zijn vrouw Bluma Klipper uit Krakau. Ze kregen een zoon Emiel (1908) en vijf jaar later Israël. De twee broers gingen in de Joodse jeugdbeweging en daarna in de communistische jeugd, waarvan Israël op 16 jaar secretaris werd. In 1924 was hij een van de oprichters van de lokale tak van Internationale Rode Hulp. Eens jongvolwassen ging hij op zijn beurt aan de slag in de diamantnijverheid, waarin de crisis in de nasleep van de Wall Street Krach hard toesloeg. Israël ontpopte zich tot een strijdbare syndicalist die, onder zijn nieuw aangenomen voornaam 'Piet', succesvolle stakingen organiseerde van de Algemene Diamantwerkersbond van België (1935-36), een als reformistisch bekende vakbond.
In november 1936 vertrok hij als vrijwilliger naar Spanje om voor de Internationale Brigades te vechten. Hij werd politiek commissaris van het bataljon André Marty van de twaalfde brigade, dat vooral uit Belgen en Fransen bestond. Prompt wees de regering-Van Zeeland II hem het land uit (ministerraad van 30 november). Tijdens een opmars door de streek van Guadalajara viel een groepje  met Akkerman in een hinderlaag: bij het dorp Algora werd hij door een kogel geraakt en fataal in de buik gestoken met een bajonet. Brigadegenoot Gustav Regler schreef Piets laatste woorden neer: "Mij hebben ze beet, maar ons zullen ze niet hebben". In zijn persoonlijke notities luidde de laatste regel: "zich laten doodschieten is geen kunst".